# Hé, Arnold!
A Hé, Arnold! (eredeti cím: Hey Arnold!) amerikai televíziós rajzfilmsorozat, amelyet 1996. október 7. és 2004. június 8. között sugárzott Amerikában a Nickelodeon televíziós csatorna. Magyarországon először a RTL Klub hétvégi műsorában jelent meg, később a magyar Nickelodeon adta, illetve egyes részei elérhetőek az RTL+ szolgáltatásban. A sorozat középpontjában általános iskolások állnak, akik az élet nehézségeivel szembesülnek, illetve különféle városi legendáknak próbálnak utánajárni. Néhány epizód pedig egyes mellékszereplőkre helyezi a hangsúlyt.
A sorozat készítője, Craig Bartlett először Arnold figuráját alkotta meg, majd később összeállított egy egész szereplőgárdát, akik mind olyan embereket mintáznak, akiket portlandi gyerekkorából ismert. Az eredetileg gyurmafigurákként megalkotott szereplőkből 1993–1994 között keletkezett először rajz. A sorozat 1996 és 2004 között futott, és pozitív kritikával illették a rajzok minősége, a karakterek jellemfejlődése, valamint a minden epizódban hangsúlyos erkölcsi tanulság miatt. Nyolcéves vetítése alatt pontosan 100 része készült, valamint egy mozifilm. Egy második filmet is terveztek hosszú éveken keresztül, mely 2017 novemberében mint tévéfilm került bemutatásra, amely választ ad a sorozat addig megválaszolatlan kérdéseire.

## Leírás
A rajzfilm főszereplője a negyedik osztályos, 9 éves Arnold, aki a nagyszüleivel, Phillel és Gertrude-dal él azok panziójában egy kitalált városban, Hillwoodban. A legtöbb epizódban a korához képest érett, és általában helyes döntéseket hozó Arnold az iskolatársai, a barátai, a házuk bérlőinek, esetenként pedig idegenek problémáit kísérli megoldani. Visszatérő elem a sorozatban Helga Pataki plátói szerelme Arnold felé. Gyakran előkerülnek városi legendák, legtöbbször Arnold legjobb barátjának, Geraldnak az előadásában, amelyek mögött mindig rejtőzik valamennyi igazságtartalom. Egyes epizódok Arnold iskolatársaival vagy az iskola személyzetével, esetleg Hillwood más lakóival foglalkozik.
Hillwood-ot Craig Bartlett, a rajzfilm ötletgazdája szerint a nagy északi városok ihlették, mint Seattle (Bartlett szülőhelye), Portland (ide járt iskolába) és Brooklyn (amelyről sok jellegzetességet mintáztak). A harmadik évad "Helgáék utaznak" című részében látható, hogy az epizód főszereplői Washington állam határát lépik át hazafelé, továbbá a "Malacháború" című epizódban is egy Washington állam és Brit Columbia közti ősrégi konfliktusról beszélnek. Hillwood városának egyik hídja a portlandi Burnside Bridge után lett modellezve, Geraldék háza és lakókörnyezete pedig a Portland északnyugati részén épült viktoriánus stílusú épületeket másolja.

## A sorozat története
Craig Bartlett Seattle-ben született, az ottani élményei inspiráltálk magát a sorozatot. Az Anacortes Középiskolában érettségizett, majd a Washington állambeli Evergreen State College-ben szerzett diplomát kommunikáció szakon. Először festő szeretett volna lenni, majd egy olaszországi út után határozta el, hogy rajzfilmeket készítene inkább. 1987-ben költözött Los Angelesbe, ahol a "Pee Wee's Playhouse" című sorozathoz készítettek gyurmafilmes átvezető animációkat. Bartlett három ilyen kisfimet készített Arnold és barátnője, Penny főszereplésével ("Arnold Escapes from Church", "The Arnold Waltz", "Arnold Rides a Chair"), ezek közül a legutolsót vetítette 1991-ben a Szezám utca. Bartlett sógora, Matt Groening (a Simpson család megalkotója) ugyanebben az évben az általa vezetett Simpsons Illustrated magazinban Arnoldos képregényeket kezett el közölni.
Bartlett ekkor a Fecsegő tipegők alkotói stábjához csatlakozott három évre, majd 1993-ban öt másik íróval együtt összeálltak, hogy projekteken ötleteljenek a Nickelodeon számára. Nagyon nehéz dolguk volt, mert mint rájöttek, túl sokan vannak és mindegyikük más ideákat képviselt. Bartlett végül bemutatta nekik az egyik gyurmafilmjét, abban bízva, hogy a Penny nevű karakter megragadja a fantáziájukat. Meglepetésére az inkább mellékszereplő jellegű Arnold jobban tetszett nekik, és rögtön ezután elkezdtek ötletelni a karakteren. Arnold jelleme olyan lett, mint egy tétova hősé, aki mindig olyan szerepben találja magát, hogy meg kell oldania valamit, helyesen kell döntenie, és helyesen kell viselkednie. Ezt követően alkotta meg Bartlett a mellékszereplőket, akiket javarészt gyerekkori ismerőseiről mintázott.
A pilot epizód (melyet később újra elkészítettek, 24 óra az élet címmel) 1994-ben készült el, még lényegesen gyengébb animációs technikák felhasználásával. Ez még egyszerűen csak "Arnold" címen futott, és a mozikban a "Harriet, a kém" című Nickelodeon-film előtt vetítették. Bizonyos karakterek itt még máshogy néztek ki, maga Arnold is egy narancssárga felsőt viselt - az egyetlen ruhadarabja, ami mindvégig változatlan maradt, az a sapkája volt. A pilotot jól fogadta a Nickelodeon és berendelte a sorozatot. Ennek első évadát 1996-tól kezdték el vetíteni, addig néhány rövid történet képregény formájában is megjelent. Ez volt a Nickelodeon első olyan sorozata, amelyben a gyerekekt valódi gyerekek szinkronizálták, így aztán némelyiküket le kellett cserélni, amikor beléptek a pubertáskorba és megváltozott a hangjuk. Egy kivétel volt: a Geraldot szinkronizáló Jamil Walker Smith helyére nem találtak senkit, ezért a "Gerald mandulái" című részbe beleírták a hangjának megváltozását.
A magyar változat készítésekor az akkori magyar szinkron tizen- és huszonéves szereplőinek színe-java kapott benne szerepet, többükre később is az itt játszott karakterük után emlékeztek.
1995 és 2001 között folyamatosan készültek az új részek, köztük egy egész estés TV-film is, melyet végül Hé, Arnold! – A film címen a mozikban vetítettek 2002-ben. 2001 decemberében befejezték a sorozatot, melynek hivatalosan A napló címre hallgató epizódja lett volna az utolsó, ezt követte volna a sorozatot lezáró mozifilm. A Nickelodeon érdektelensége miatt azonban a film sosem készült el, a hivatalosan utolsó epizódot pedig néhány, korábban fiókban maradt rész követte, eseti jelleggel leadva – így ért véget végül 2004-ben. A régi Nicktoon-rajzfilmek kitartó népszerűsége azonban végül azt eredményezte, hogy a csak néhány szkeccs és egy vázlatosan elkészült jelenet erejéig létező lezáró mozifilmet végül mégis megcsinálták - igaz, csak tévéfilm formájában.
Hazánkban az RTL Klub kezdte el vetíteni az első két évadot 1999-ben, majd később a magyar Nickelodeon is elkezdte vetíteni. Nem készült mindegyik epizódhoz szinkron, az ötödik évadból csak a (gyártási sorrend szerinti) első tíz részhez.
Egy időben tervben volt egy spin-off sorozat is, amelyet az MTV adott volna le, ez volt a "The Patakis", amelyben a Pataki család mindennapjait követhettük volna, pár évvel a sorozat eseményeit követően, elsősorban a fiatal felnőtteket megcélozva célközönségként. Végül ezt nem rendelték be, mert a csatornán már futott a Daria című rajzfilm, amely nagyon hasonló cselekménnyel bírt.

## Szereplők
- Arnold Philip Shortman: a sorozat főszereplője. Egyenes jellem, korához képest fejlett erkölcsi érzékkel. Fejformája jellegzetes, amerikai futball-labdára hasonlít. Rendszerint apró sapkát visel a fején, illetve kockás inget visel felsője alatt, melyet kitűrve hord. Szülei még kiskorában eltűntek, azóta nagyszülei nevelik. Vezetékneve a sorozat során titokban maradt, csak a Dzsungelfilmből derül ki, hogy Shortman, azaz Kisöreg, ahogy a nagypapája hívta a sorozat során.
- "Acélos Phil" nagypapa: Arnold nagyapja, aki egy panzió tulajdonosa. Gyakran szolgál jótanáccsal Arnoldéknak. Számos történetet tud, köztük több vele esett meg fiatalkorában, bár sokszor kiszínezi azokat. Korához képest fiatalos. Történeteiben gyakran megjelenik az ő apja, ritkán a nagyapja. Az ő fia Miles, Arnold apja. Van egy Mici nevű nővére, akivel hetven évig nem állt szóba. Imád enni, ám sokszor visszatérő komikumként hasmenést kap az ételtől.
- Gertrude "Cuki" nagymama: Flúgos idős hölgy, aki sokszor úgy viselkedik, mintha demenciával vagy valamiféle fura mentális zavarral küzdene. Hol nindzsának, hol felfedezőnek, vagy egész másnak képzeli magát, de komoly pillanatokban kitisztul az elméje. Ebből feltételezhető, hogy csak megjátssza magát. Sokszor tevékenyen segít Arnoldnak, és ő a panzió szakácsnője is. Fekete öves karatés.
- Miles és Stella Shortman: Arnold szülei, akik a fiuk egyéves korában eltűntek és nem tértek vissza. A sorozatban csak visszaemlékezésben láthatók. Mindketten kalandorok: Miles antropológus, Stella orvos, és főként Közép-Amerikában segítenek a nehéz sorsú embereken.
- Helga G. Pataki: Arnold osztálytársa, akibe titokban szerelmes, nyíltan azonban sokszor ellenséges vele. Korához képest ő is érettebb, egy diszfunkcionális családban nőtt fel mellőzött második gyerekként. Temperamentumos és nem áll messze tőle az erőszak sem, és hajlamos áthágni a szabályokat. Jellegzetessége összenőtt szemöldöke, melyhez az inspirációt a fiatal Frida Kahlo szolgáltatta.[7]
- Gerald Martin Johanssen: Arnold legjobb barátja. Egy afroamerikai fiú, a középső gyerek a családban. Vezéregyéniség, hajlamosabb lazábban venni a dolgokat, mint Arnold. Jellegzetessége hatalmas hajkoronája és a 33-as számot viselő meze. Családneve afroamerikai származása ellenére svéd hangzású. Apja, Martin, szigorú apa, vietnami veterán. Két testvére van: bátyja, Jamie O., és húga, Timberly.
- Stevie "Stinky" Petersen: Arnold egyik osztálytársa, Arkansasból származik. Családjával bérházak gyűrűjében álló farmon lakik. Egyszerű, de a látszattal ellentétben okos és választékosan fogalmazó fiú, hatalmas orral. Az első évadban fekete csuklószorítót is hordott, melyet később elhagytak. Visszatérő frázisa az "atya-gatya". Kedveli a citrompudingot.
- Sid: Arnold másik osztálytársa. Hajlamos különféle stiklikben részt venni vagy áthágni a szabályokat. Emellett sokszor paranoiásan viselkedik, irracionális félelmei miatt is bajba tud keveredni. Számos városi legendát ismer. Jellegzetessége zöld baseball-sapkája alól kikandikáló hosszú orra.
- Jenci Horowitz: Arnold osztálytársa. Alapvetően kedves és jó szándékú fiú, akit folyton sújt a balszerencse. Ez gyakran azokra is átragad, akiknek a társaságában van. Ő maga sokszor meg van arról győződve, hogy Arnold hozza rá a bajt. Mindennek ellenére optimista jellem, sosem esik kétségbe. Frázisa a "jól vagyok", amit egy-egy nagyobb esés után mindig elmond.
- Harold Berman: Arnold zsidó származású osztálytársa, pár évvel idősebb a többieknél, mert évet kellett ismételnie. Nagydarab fiú, imád enni, és erős, de buta. Jellegzetessége baseball-sapkája és felsője alól kikandikáló hasa, valamint egy kilógó alsó foga. Általában harsány, hangadó természet, viszont ha veszedelem fenyeget, hajlamos gyávává válni.
- Rhonda "Rózi" Wellington-Lloyd: Az osztály leggazdagabb gyereke. Mindent megkap, amit csak szeretne, ennek megfelelően elkényeztetett és sokszor fellengzős. Legjobb barátnője Nadine, aki sok szempontból az ellentéte. Családja szereotíp újgazdagként van ábrázolva. Mindennek ellenére ügyes atléta, és a többiekkel együtt ugyanúgy részt vesz különféle sportokban, és nem bánja, ha emiatt összekoszolja a ruháját.
- Nadine Lowenthal: Rózi legjobb barátnője. Kedveli a természetet, a bogarakat, a koszt.
- Phoebe Heyerdahl: A legokosabb gyerek az osztályban, értelmiségi szülők gyermeke. Norvég hangzású neve ellenére negyedrészt japán származású (apja félig japán, félig norvég, anyja dél-amerikai származású). Helga legjobb barátnője, sokszor segít neki, és ő az erkölcsi iránytűje is. Geralddal romantikus kapcsolatba kerül a sorozat során.
- Lila Sawyer: Később került Arnoldék osztályába, miután az apjával ide költöztek vidékről. Szegény lány, de nagyon szép, Arnold pedig sokáig plátói szerelmet érez iránta. Lila ugyanis Arnoldot "nem úgy szereti, hogy szereti, hanem csak szereti". Azon kevesek közé tartozik, akik a sorozat során megtudják, hogy mit érez Helga Arnold iránt.
- Thaddeus "Fürtös" Gammelthorpe: Arnold osztálytársa. Nevével ellentétben haja szálegyenes, bilifrizurát és kerek szemüveget visel. Gyakran viselkedik megszállott módjára, az őt érő traumáktól gyakran idegösszeomlást kap.
- Torvald: Arnoldék osztálytársa, aki jóval idősebb náluk, mert évet ismételt. Tagbaszakadt, erős, buta fiú.
- Sheena: Arnold osztálytársa, magas, furcsa szokásokat kedvelő lány. Nagynénje az iskolanővér, bácsikája, Earl sokszor felbukkan, mint csónakos.
- Iggy: Arnold osztálytársa, fura ruházattal és sötét szemüveggel. Legtöbbször a háttérben marad.
- Béni: Rendkívül fura srác, keveset beszél. Tüsifrizurát és szemüveget visel. Valószínűleg bele van zúgva Helgába. Visszatérő komikum a sorozatban, hogy Helga mögött áll és fújtat, mire a lány leüti őt.
- Lorenzo: Később került Arnoldék osztályába. Latinó származású, gazdag család gyereke, akit a széltől is óvtak, így sok dolog nem természetes számára, ami a korabeli gyerekeknek igen.
- Robert "Big Bob" Pataki: Helga apja, egy telekommunikációs eszközöket forgalmazó vállalkozás tulajdonosa, sok epizódban negatív szereplő. Elsőszülött lánya, Olga a kedvence, Helgát gyakran összekeveri vele.
- Mirjam Pataki: Helga anyja. Feledékeny és belassult, a sorozatban közvetett utalások alapján alkoholista, mert elhanyagolt háziasszony.
- Olga Pataki: Helga nővére, a család büszkesége. Minden jól sikerül neki az életben, színötös tanuló volt mindig is. Később kisegítő tanárként kezd el dolgozni az iskolában.
- Oszkár Kokoska: A panzió lakója, egy léha, semmirekellő alak, aki feleségéből él. Megbízhatatlan, potyaleső természet, kóros hazudozó, ugyanakkor ha valakit megbánt, rosszul érzi magát és igyekszik ellene tenni. Neve Oskar Kokoschka festőművész kifigurázása. Az eredeti változatban jellegzetes szláv akcentussal beszél, az egyik epizódban utalnak rá, hogy csehszlovák származású. Sokáig munkanélküli, majd újságkihordó lesz, és olvasni is csak felnőtt korában tanul meg..
- Susie Kokoshka: Oszkár felesége, állandóan vitatkozik vele és sokszor elköltözik, de végül mindig visszatér.
- Ernie Potts: A panzióban lakik. Alacsony növésű bulldózerkezelő, rendkívüli fizikai erővel.
- Mr. Hyunh: A panzióban lakik, vietnami származású, a háború idején költözött Amerikába. Arnoldnak köszönhetően találkozik újra a lányával. Egy kifőzdében dolgozik szakácsként. Tehetséges énekes.
- Mr. Smith: a panzió 16-os szobájának lakója. Nagyon rejtélyes, személyesen sosem mutatkozik.
- Lana Vail: a panzió lakója az első évadban, de minimális szerepben, mindössze egyetlen mondata van. Az alkotók elmondása szerint eredetileg egy furcsa romantikus kapcsolatba került volna Arnolddal, de ezt a Nickelodeon nem engedélyezte, ezért inkább az egész karaktert mellőzték[8].
- Wolfgang: Arnoldék felett jár egy osztállyal. Nagydarab, eszes srác, aki a fiatalabbakkal szemben erőszakos.
- Patricia "Dagadt Patty" Smith: Nagydarab, csúnya, de érző szívű lány, aki idősebb Arnoldéknál.
- Csokis fiú: Egy fiatal srác, aki betegesen rajong a csokoládéért, és bármit megtenne érte.
- Ruth "Rózsa" P. McDougal: Arnold vágyainak tárgya a sorozat kezdeti epizódjaiban. Idősebb nála, és láthatóan ügyet sem vet a fiúra. Jellegzetessége fogszabályzója.
- Arnie: Arnold unokatestvére anyai ágon, aki vidéken él. Emlékeztet Arnoldra külsőleg, de viselkedésében teljesen a kifordítottja: furának, dilisnek tűnik. Gyűjti a szöszöket és a rágókat, kényszeresen megszámol dolgokat, mindig elolvassa az ételek összetevőit a csomagolásukon, és folyton szívja az orrát.
- Wartz igazgató úr: Az iskola igazgatója, aki saját elképzelései mentén vezeti azt, erős kézzel.
- Ms. Slovak: A kezdeti epizódokban Arnoldék osztályfőnöke.
- Mr. Simmons: Arnoldék későbbi osztályfőnöke. Nagyon közvetlen a gyerekekkel, mindegyiküket különlegesnek tartja, és segítőkész. A sorozat Hálaadás-napi különkiadása és a "Dzsungel film" alapján sugalmazottan (nem explicit módon) homoszexuális, partnere egy Peter nevű férfi.
- Wittenberg edző: Különféle sportcsapatok kíméletlen edzője. Rivalizál exnejével és kivételezik fiával, a győzelemért bármire hajlandó.
- Rex Smythe-Higgins: Előkelő idős úr, Acélos Phil ősi riválisa.
- Mr. Bailey: Hivatali dolgozó, aki rendkívül elfoglalt. Egy epizódban és a mozifilmben szerepel csak.
- Dixie polgármesternő: Hillwood polgármestere.
- Vitello néni: Idős virágárus hölgy.
- Marty Greene: A helyi hentes, akit a későbbi epizódban önkormányzati képviselővé választanak.
- Mickey Kaline: Visszavonult baseballsztár, később étteremtulajdonos
- Jimmy Kafka: Acélos Phil nagypapa gyerekkori barátja, majd időskori riválisa
- Goldberg rabbi: A város rabbija, gyakran ad tanácsot Haroldnak.
- Majomember: Egy furcsa szuperhős, aki félig majomnak képzeli magát.
- Dino Spumoni: Kiöregedett bárénekes, a maga korában szupersztár volt.
- Lépcsős kölyök: Egy srác, aki gyerekkora óta egy lépcsőn él, és azt soha nem hagyja el.
- Willy, a Jégmámor fagyiárus: Cinikus, mogorva fagylaltárus.
- Harvey postás: Remek énekes tehetséggel megáldott afroamerikai postás.

| Szereplő                       | Eredeti hang                                              | Magyar hang (RTL Klub)                        | Magyar hang (Nickelodeon)        | Magyar hang (film) | Magyar hang (Dzsungelfilm) |
| ------------------------------ | --------------------------------------------------------- | --------------------------------------------- | -------------------------------- | ------------------ | -------------------------- |
| Arnold Philip Shortman         | Toran Caudell Phillip Van Dyke Spencer Klein Alex D. Linz | Molnár Levente                                | Molnár Levente                   | Molnár Levente     | Szalai Csongor Dominik     |
| Helga G. Pataki                | Francesca Smith                                           | Dögei Éva Kiss Virág                          | Dögei Éva                        | Kiss Virág         | Dögei Éva                  |
| Gerald Marty Johanssen         | Jamil Walker Smith                                        | Seszták Szabolcs                              | Seszták Szabolcs                 | Seszták Szabolcs   | Tóth Márk                  |
| Stevie "Stinky" Petersen       | Christopher Walberg                                       | Petrik Péter                                  | Markovics Tamás                  | Markovics Tamás    | Markovics Tamás            |
| Sid                            | Sam Gifaldi                                               | Előd Botond                                   | Előd Botond                      | Előd Botond        | Baráth István              |
| Jenci Horowitz                 | Christopher Castile Jarrett Lennon Benjamin Diskin        | Halasi Dániel Előd Álmos                      | Halasi Dániel Előd Álmos         | Előd Álmos         | Császár András             |
| Harold Berman                  | Justin Shenkarow                                          | Szuchy Péter                                  | Simonyi Balázs                   | Simonyi Balázs     | Simonyi Balázs             |
| Rhonda "Rózi" Wellington-Lloyd | Olivia Hack                                               | Csuha Bori Bogdányi Titanilla                 | Mánya Zsófi                      | Bogdányi Titanilla | Györfi Laura               |
| Phoebe Heyerdahl               | Anndi McAfee                                              | Molnár Ilona                                  | Molnár Ilona                     | Molnár Ilona       | Molnár Ilona               |
| "Acélos Phil" nagypapa         | Dan Castellaneta                                          | Forgács Gábor                                 | Forgács Gábor Harsányi Gábor     | Forgács Gábor      | Forgács Gábor              |
| Gertrude "Cuki" nagymama       | Tress MacNeille                                           | Fodor Zsóka Halász Aranka Katona Júlia        | Bessenyei Emma                   | Bessenyei Emma     | Bessenyei Emma             |
| Lila Sawyer                    | Ashley Buccille                                           | Simonyi Piroska Bogdányi Titanilla Vadász Bea | Bogdányi Titanilla               |                    | -                          |
| Robert "Big Bob" Pataki        | Maurice LaMarche                                          | Áron László                                   | Áron László Végh Ferenc          | Áron László        | Áron László                |
| Mirjam Pataki                  | Kath Soucie                                               | Vennes Emmy                                   | Vennes Emmy                      |                    | Erdős Borcsa               |
| Olga Pataki                    | Nika Futterman                                            | Csondor Kata Zsigmond Tamara                  | Fényes Erika Orgován Emese       | -                  | Csondor Kata               |
| Oskar Kokoshka                 | Steve Viksten                                             | Koncz István                                  | Koncz István                     | Koncz István       | Koncz István               |
| Susie Kokoshka                 | Mary Scheer                                               | Erdős Borcsa                                  |                                  |                    |                            |
| Ernie Potts                    | Dom Irrera                                                | Imre István                                   | Imre István                      | Imre István        | Imre István                |
| Mr. Hyunh                      | Baoan Coleman                                             | Szokol Péter                                  | Szokol Péter                     | Szokol Péter       | Szokol Péter               |
| Thaddeus "Fürtös" Gammelthorpe | Adam Wylie                                                | Hamvas Dániel Előd Álmos                      | Előd Álmos                       |                    | Hamvas Dániel              |
| Torvald                        | Michael Bacall                                            | Minárovits Péter                              |                                  |                    |                            |
| Sheena                         | Francesca Smith                                           |                                               |                                  |                    |                            |
| Lorenzo                        | Victor Samuel Lopez Grey DeLisle                          | Halasi Dániel                                 | Pálmai Szabolcs                  | -                  | -                          |
| Iggy                           | Joseph Ashton                                             | -                                             | Czető Roland                     |                    |                            |
| Béni                           | Craig Bartlett                                            |                                               |                                  |                    |                            |
| Nadine Lowenthal               | Lauren Robinson                                           |                                               |                                  |                    | Gyarmati Laura             |
| Csokis fiú                     | Jordan Warkol                                             |                                               | Gacsal Ádám                      |                    |                            |
| Wolfgang                       | Toran Caudell                                             | Minárovits Péter                              | Pálmai Szabolcs Minárovits Péter |                    |                            |
| Ruth "Rózsa" P. McDougal       | Lacey Chabert                                             | Mánya Zsófia                                  | -                                | -                  | -                          |
| Patricia "Dagadt Patty" Smith  | Danielle Judovits                                         | Barna Márk Antónia                            | Barna Márk Antónia               |                    |                            |
| Nagy Gino                      | Cameron Van Hoy                                           | Simonyi Balázs                                | Bódy Gergely                     |                    |                            |
| Arnie                          | Grant Hoover                                              | Harsányi Bence                                |                                  |                    |                            |
| Wartz igazgató úr              | David Wohl                                                | Kardos Gábor                                  | Cs. Németh Lajos                 |                    |                            |
| Miss Slovak                    | Tress MacNeille                                           | Papp Ágnes                                    | -                                | -                  | -                          |
| Mr. Simmons                    | Dan Butler                                                | Megyeri János                                 | Megyeri János                    | Megyeri János      | Megyeri János              |
| Wittenberg edző                | James Belushi                                             | Hankó Attila Kárpáti Tibor Várday Zoltán      | Várkonyi András                  | -                  | Várkonyi András            |
| Rex Smythe-Higgins             | Tony Jay                                                  | Végh Ferenc                                   |                                  | -                  | -                          |
| Mr. Bailey                     | Vincent Schiavelli                                        |                                               |                                  | Cs. Németh Lajos   | -                          |
| Dixie polgármesternő           | Tress MacNeille                                           |                                               |                                  |                    |                            |
| Vitello néni                   | Elizabeth Ashley Kath E. Soucie                           | Bessenyei Emma                                | Bókai Mária                      |                    |                            |
| Marty Green                    | James Keane                                               | Gyürki István Kapácsy Miklós                  | Gyürki István                    | Gyürki István      | -                          |
| Martin Johanssen               | Rick Fitts                                                | Bede-Fazekas Szabolcs Csuja Imre              | Bede-Fazekas Szabolcs            |                    |                            |
| Timberly                       | Avriel Epps                                               | Czető Zsanett                                 | Mánya Zsófia Simonyi Piroska     |                    |                            |
| Jamie O.                       | Ben Aaron Hoag Phil LaMarr                                | Hamvas Dániel                                 |                                  |                    |                            |
| Jerry Berman                   | David Wohl                                                |                                               |                                  |                    |                            |
| Marylin Berman                 | Kath Soucie                                               | Fehér Juli                                    |                                  |                    |                            |
| Mickey Kaline                  | Ron Perlman                                               | Varga Tamás                                   |                                  |                    |                            |
| Jimmy Kafka                    | Richard Mulligan                                          | -                                             | Lázár Sándor                     | -                  | -                          |
| Goldberg rabbi                 | Elliott Gould                                             | Verebély Iván                                 |                                  |                    |                            |
| Majomember                     | Andy Dick                                                 | Sótonyi Gábor                                 | Bordás János                     |                    | Karácsonyi Zoltán          |
| Dino Spumoni                   | Dean Corso                                                | Bognár Zsolt                                  | Bognár Zsolt                     | -                  | Bognár Zsolt               |
| Lépcsős kölyök                 | Danny Cooksey                                             | Gerő Gábor                                    |                                  |                    | Kisfalusi Lehel            |
| Willy, a Jégmámor fagyiárus    | Dan Castellaneta                                          | Fekete Zoltán                                 | Fekete Zoltán                    |                    |                            |
| Harvey postás                  | Lou Rawls                                                 | Csuha Lajos Szűcs Sándor                      | Csuha Lajos Szűcs Sándor         |                    |                            |

Magyarországon az első két évadot az RTL Klub szinkronizáltatta le, ezeket az epizódokat átvette a Nickelodeon is. A harmadik évadtól az egyes epizódoknak külön készült szinkronja a két csatorna számára - ezekben a szöveg túlnyomórészt megegyezik, a szinkronhangok viszont egyes szereplőknél különböznek - jellemzően a Nickelodeon cserélte le őket, de az RTL Klub változatában is voltak eltérések.

## Filmek és a sorozat jövője
1998-ban a Nickelodeon bizalmat szavazott Craig Bartlettnek, és felajánlották neki, hogy készítsen el egy egész estés filmet a sorozat alapján. Amint befejezték a sorozatot, neki is láttak az "Arnold megmenti a várost" munkacímű projektnek, amely mint "Hé, Arnold! – A film" került bemutatásra 2002-ben. Eredetileg tévéfilmnek készült, későbbi házimozis bemutatással, de a Paramount Pictures ragaszkodott a sikeres tesztvetítéseket és a két Fecsegő tipegők-film sikerét követően a mozis bemutatóhoz. Habár a film nem lett egyértelműen bukás, mégis csak mérsékelten volt sikeres. Cselekménye szerint Arnold, Gerald és Helga mindent megpróbálnak, hogy megmentsék régi lakónegyedüket, amelyet egy kapzsi befektető nézett ki magának, hogy a helyén plázát építsen.
A kudarcnak is volt köszönhető, hogy a Nickelodeon a sorozat fennmaradó epizódjait eseti jelleggel, összevissza adta le, és nem készülhetett el a történetet lezáró film sem, a történet pedig félbemaradt. Végül 2017-ben mutatták be a "Hé, Arnold! – A Dzsungel film" című tévéfilmet, Bartlett eredeti ötletei alapján. Habár a Nickelodeon hajlott arra, hogy a film sikere esetén a sorozat is valamilyen formában folytatásra kerüljön, erre nem került sor, miután a méréseik szerint inkább annak a generációnak tetszett, akik az eredeti sorozat idején voltak gyerekek, azaz nem a csatorna célközönségének. Bartlett viszont nem zárta ki annak a lehetőségét, hogy folytatódjon valamelyik streamingszolgáltatónál.